# Wudongde-Talsperre
Das Wudongde-Wasserkraftwerk (chinesisch 烏東德水電站 / 乌东德水电站, Pinyin Wūdōngdé Shuǐdiànzhàn) ist ein von der China Three Gorges Corporation gebautes gigantisches Wasserkraftwerk am unteren Jinsha Jiang, dem Oberlauf des Jangtsekiang, an der Grenze zwischen den Provinzen Sichuan (Kreis Huidong) und Yunnan (Kreis Luquan) in Südwestchina. Die Talsperre wird im Abschnitt zwischen Luchelin 陆车林 und Wudongde乌东德 liegen. Es wird erwartet, dass die Arbeiten an Baihetan und Wudongde 2009 beginnen und 2020[veraltet] abgeschlossen sein werden.
Auf jeder Flussseite wird ein Kavernenkraftwerk mit jeweils 5 Maschinen errichtet, die zusammen eine installierte Leistung von 8700 MW erreichen. Die Jahreserzeugung des Kraftwerks wird bei geschätzten 39 Mrd. kWh liegen.